# George Frederik van Baden-Durlach
George Frederik van Baden-Durlach (Baden-Baden, 30 januari 1573 - Straatsburg, 24 september 1638) was van 1604 tot zijn abdicatie in 1622 markgraaf van Baden-Durlach. Hij bestuurde eveneens het markgraafschap Baden-Baden, dat vanaf 1594 door het markgraafschap Baden-Durlach bezet werd. Hij behoorde tot het huis Baden. 

## Levensloop
George Frederik was de derde zoon van markgraaf Karel II van Baden-Durlach en Anna van Palts-Veldenz. Toen zijn vader in 1577 overleed, waren George Frederik en zijn oudere broers Ernst Frederik en Jacob III nog te jong om te regeren. Hierdoor werd er een regentenraad aangewezen die het markgraafschap Baden-Durlach moest besturen. Deze was samengesteld uit zijn moeder Anna, keurvorst Lodewijk VI van de Palts, vorst Filips Lodewijk van Palts-Neuburg en hertog Lodewijk van Württemberg.
Zijn broers Ernst Frederik en Jacob III werden in 1584 volwassen verklaard. Ze wilden het markgraafschap Baden-Durlach verdelen, hoewel het testament van hun vader dit verbood. Omdat het testament van hun vader gezegeld noch ondertekend was, werd het echter ongeldig verklaard en de regentenraad gaf hun toestemming voor de verdeling van het markgraafschap Baden-Durlach. Ernst Frederik kreeg Neder-Baden met de grote steden Durlach en Pforzheim, Jacob kreeg het markgraafschap Hachberg en George Frederik kreeg de zuidelijke delen van het markgraafschap Baden-Durlach, de heerlijkheden Rötteln en Badenweiler en het landgraafschap Sausenberg. Na de dood van Jacob in 1590 zouden zijn gebieden terug naar Ernst Frederik gaan en toen Ernst Frederik in 1604 kinderloos overleed, herenigde George Frederik het markgraafschap Baden-Durlach.
Na de volwassenverklaring van zijn oudere broers, namen zij samen hun moeder het regentschap van George-Frederik over. In 1595 werd hij volwassen verklaard, waarmee hij zelfstandig kon beginnen regeren. Ondertussen kreeg in Straatsburg zijn opleiding. Ook leerde hij Latijn, Frans en Italiaans. Na zijn studies maakte George Frederik een grand tour naar Besançon, Dole, Bazel en Siena.
George Frederik resideerde in het begin van zijn regeerperiode vanuit het kasteel van Rötteln. In 1599 verhuisde hij vervolgens zijn residentie en administratie naar Sulzburg. Terwijl zijn broer Ernst Frederik zich tot het calvinisme had bekeerd, bleef George Frederik zijn hele leven lutheraans. Om deze reden liet hij een Latijnse school bouwen in Sulzburg, zodat hij niet meer afhankelijk moest zijn van de calvinistische school in Durlach voor de opleiding van de priesters in zijn regeringsgebied. Ook liet hij in Sulzburg een hele reeks gebouwen optrekken, waaronder een koninklijke tennishal. Tussen 1600 en 1610 liet hij de Kasteelkerk van Sulzburg bouwen. Ook gaf hij in 1603 een bosbouwwetgeving aan de heerlijkheid Rötteln en aan het landgraafschap Sausenberg.
Kort nadat George Frederik in 1595 aan de macht kwam, benoemde hij Johann Weininger tot algemeen superintendent van de synode van Rötteln. Ter gelegenheid hiervan gaf George Frederik een toespraak die klonk als een kerkelijke preek. Ook was hij bekend voor zijn ascetische levensstijl. Uit zijn handgeschreven notities in zijn persoonlijke bijbel, kan men ook afleiden dat hij de Bijbel minstens 58 keer volledig heeft gelezen. In 1601 beloofde hij aan de burgers van Pforzheim, die zich verzetten tegen de benoeming van de gereformeerde clerus door zijn broer Ernst Frederik, dat hij hen zou steunen als de zaak voor het Rijkskamergerecht zou komen. In 1613 had hij dan weer een religieus conflict met hertog Frans II van Lotharingen, dat hij zelf wilde bestrijden. Dit mislukte omdat Frans II Jezuïeten naar het markgraafschap Baden liet sturen om de katholieke zijde in het dispuut te versterken.
George Frederik legde eveneens de basis voor een behoorlijk bestuur. Zo stichtte hij een Kroonraad, die hij zelf leidde. Ook richtte hij een hooggerechtshof op en introduceerde hij een kerkorde. Tevens startte hij de codificatie van een burgerlijk wetboek. Het resultaat van dit wetboek werd toen beschreven als "een van de meest grondige van de Duitse territoriale staten". In 1622 werd het gepubliceerd, maar door de Dertigjarige Oorlog werd het wetboek pas in 1654 officieel ingevoerd onder zijn zoon Frederik V. Het bleef van toepassing tot in 1809.
Rond 1603 stichtte George Frederik in samenwerking met de Staten van Opper-Baden een wisselbank die ook de wezenpensioenen beheerde en later uitgroeide tot een depositobank. De bank diende tevens om de wijn- en graanhandel te organiseren en zo de Joodse handelaren te elimineren. Het hielp ook om het markgraafschap uit de marktcrisis te helpen in de periode van de Kipper- und Wipperzeit. Tijdens zijn bewind liet George Frederik ook vele munten en andere vormen van valuta maken.
George Frederik zag met eigen ogen de verslechterende situatie binnen het Heilige Roomse Rijk en ook binnen zijn eigen rijk en bestudeerde daarom niet alleen theologische, maar ook militaire thema's. Zo controleerde hij gedetailleerd de ontwikkeling van de Kriegsschule, die in 1616 door graaf Johan VII van Nassau-Siegen werd opgericht. Tussen 1614 en 1617 schreef hij ook een scriptie over moderne oorlogsvoering voor zijn zonen Frederik, Karel en Christoffel, dat echter nooit gedrukt gepubliceerd werd. Daarnaast was hij zich ook bewust dat hij zijn doel van een verenigd en lutheraans markgraafschap Baden alleen maar zou kunnen bereiken met de steun van zijn volk. Daarom gaf hij de Staten het recht om een zegje te hebben in religieuze kwesties op voorwaarde dat ze zijn defensiepolitiek steunden.
In 1608 werd George Frederik lid van de Protestantse Unie. Hij werd eveneens benoemd tot generaal van de unie, wat hij bleef tot de ontbinding in mei 1621. Op 19 augustus 1612 sloot hij dan weer een verdedigingsalliantie met de protestantse Zwitserse steden Bern en Zürich. Dit deed hij omdat hij Opper-Baden wou beschermen, dat ingesloten werd door gebieden die tot Voor-Oostenrijk behoorden. Toen de oorlog uitbrak, faalden zijn bondgenoten echter in het voorzien van militaire assistentie. De alliantie maakte het George Frederik echter mogelijk om in 1621 en 1622 huurlingen uit Zwitserland te rekruteren.
De bisschop van Speyer, Philipp Christoph von Sötern, voelde zich bedreigd door de omringde protestantse gebieden en in 1615 begon hij zijn residentie in Udenheim uit te breiden tot een fort. Hij veranderde de naam Udenheim in Philippsburg en begon het fort van Philippsburg te bouwen, ondanks protesten van de stad Speyer, de Keur-Palts en het markgraafschap Baden. In 1618 beslisten George Frederik, keurvorst Frederik V van de Palts en de stad Speyer om het fort te laten verwoesten, maar desondanks raakte het in 1623 afgewerkt. 
Van maart tot juni 1620 blokkeerde George Frederik in opdracht van de Protestantse Unie de weg van Breisach naar Freiburg, opererend vanuit een versterkt kamp in Ihringen. Het doel was om de huurlingenlegers uit Beieren en de Katholieke Liga te hinderen in hun tocht vanuit de Elzas naar hun verzamelpunten in Lauingen en Dillingen an der Donau. Nadat keizer Ferdinand II verzekerd had dat een aantal troepen voor zichzelf en niet voor het Beierse-Katholieke Ligaleger gerekruteerd waren, verleende George Frederik deze drie regimenten de doorgang. Nadat bleek dat deze regimenten toegetreden waren tot het leger van hertog Maximiliaan I van Beieren, moest George Frederik zich verdedigen tegen diegenen die hem verweten naïef te zijn. 
In 1621 begon George Frederik troepen te rekruteren om een campagne tegen het katholieke bondgenootschap te beginnen, die in 1620 succesvol veld begonnen te winnen. Onder katholieke invloed kwam de zaak in verband met de bezetting van Opper-Baden door George Frederik in 1622 voor het Rijkskamergerecht terecht, wat zeer ongunstig voor hem was. Hij reageerde hierop met een militaire interventie tegen de Heilige Roomse keizer en diens katholieke bondgenoten. In de lente van 1622 kreeg hij hiervoor van de Staten een speciale oorlogsbedrag voor drie jaar. Hij had toen ongeveer 11.000 tot 12.000 huurlingen ter beschikking, met een relatief hoge hoeveelheid artillerie en met een regiment dat enkel diende om het markgraafschap Baden te verdedigen. 
In de nacht van 24 op 25 april 1622 begon hij zijn campagne. Hij arriveerde echter te laat om nog deel te nemen aan de Slag bij Mingolsheim op 27 april 1622, waarbij de protestantse commandant Peter Ernst II van Mansfeld de katholieke troepen onder het bevel graaf Johan t'Serclaes van Tilly versloeg. Op 27 april verklaarde George Frederik officieel de oorlog aan het huis Habsburg en voegde hij zijn troepen toe aan die van Mansfeld. Toen het protestantse leger zich enkele dagen later opsplitste, werden de troepen onder leiding van George Frederik op 6 mei echter aangevallen door Tilly, die gesteund werd door Spaanse troepen onder leiding van Gonzalo Fernández de Córdoba. Dit was de Slag bij Wimpfen, waarbij George Frederik verslagen werd.
Vervolgens vluchtte hij gewond aan zijn gezicht naar Stuttgart. Omdat hij riskeerde in de rijksban te worden gedaan door oorlog te voeren tegen de Heilige Roomse keizer en zo zijn markgraafschap te verliezen, deed hij in Stuttgart troonsafstand ten voordele van zijn oudste zoon Frederik.
Op 13 mei 1622 keerde hij al terug naar Durlach, waar George Frederik een nieuw leger trachtte op te bouwen. Een katholiek leger bestaande uit ongeveer 12.000 manschappen deed daarop een invasie in Baden, waarbij grote verwoestingen werden aangericht. George Frederik vluchtte aanvankelijk naar zijn fort in Emmendingen. Op 26 augustus 1622 schonk keizer Ferdinand II het katholieke markgraafschap Baden-Baden, al sinds 1594 bezet door het protestantse markgraafschap Baden-Durlach, aan Willem, de zoon van de vroegere markgraaf Eduard Fortunatus van Baden-Baden. 
In 1625 trok George Frederik zich terug in de stad Genève, waar hij al snel met de calvinistische overheid in conflict kwam omdat hij lutheraanse kerkdiensten in zijn appartement hield. Daarom verhuisde hij in 1626 naar Thônes, waar hij van hertog Karel Emanuel I van Savoye wel de toelating kreeg om lutheraanse kerkdiensten te houden. 
In de zomer van 1627 werd hij door koning Christiaan IV van Denemarken tot luitenant-generaal van het Deense leger benoemd. Christiaan IV was namelijk betrokken in de Deense-Neder-Saksische Oorlog en vroeg aan George Frederik om de opmars van de katholieke commandant Albrecht von Wallenstein te beëindigen. Toen Wallenstein begon te naderen, trok George Frederik zich met zijn troepen terug op het Poel-eiland en daarna in Heiligenhafen in het hertogdom Holstein. Van hieruit marcheerden zijn troepen naar Oldenburg in Holstein, maar in de slag aan de Oldenburgse Geul leed George Frederik een grote nederlaag en op 24 september 1627 moest hij zich overgeven. Daarop trok hij zich in oktober 1627 terug uit Deense dienst, na een dispuut met Christiaan IV, die George Frederik voor de Krijgsraad wou laten verschijnen.
George Frederik vestigde zich daarna in de stad Straatsburg en besteedde zijn tijd aan de studie van religieuze literatuur. Hij had ook nog contacten met Frankrijk en Zweden om zijn droom van een verenigd lutheraans markgraafschap Baden proberen te realiseren. Op 24 september 1638 overleed George Frederik in Straatsburg, waarna zijn lichaam in 1650 overgebracht werd naar de vorstelijke crypte in de Sint-Michielskerk van Pforzheim.

## Huwelijken en nakomelingen
Op 2 juli 1592 huwde George Frederik met Juliana Ursula van Salm-Neufville (1572-1614), dochter van graaf Frederik van Salm-Neufville. Ze kregen 15 kinderen:
- Ursula Catharina (1593-1615), huwde in 1613 met landgraaf Otto van Hessen-Kassel
- Frederik V (1594-1659), markgraaf van Baden-Durlach
- Anna Amalia (1595-1651), huwde in 1615 met graaf Willem Lodewijk van Nassau-Saarbrücken
- Filips (1596-1597)
- Karel (1598-1625)
- Juliana Ursula (1600), kort na de geboorte gestorven
- Rudolf (1602-1603)
- Christoffel (1603-1632)
- Anna Augusta (1604-1616)
- Sibylla Magdalena (1605-1644), huwde in 1629 met graaf Johan van Nassau-Idstein
- Francisca (1606), kort na de geboorte gestorven
- Ursula Maria (1607), kort na de geboorte gestorven
- Francisca Sibylla (1609), kort na de geboorte gestorven
- Sophia Dorothea (1610-1633)
- Ernestina Sophia (1612-1658)

Na de dood van zijn eerste vrouw hertrouwde hij op 23 oktober 1614 met Agatha (1581-1621), dochter van graaf George III van Erbach. Ze kregen drie kinderen:
- Agatha (1615-1616)
- Anna (1617-1672)
- Elisabeth (1620-1692)

Na de dood van zijn tweede vrouw huwde George Frederik op 29 juli 1621 met Elisabeth Stolz, de dochter van zijn secretaris Johann Thomas Stolz. Het was een morganatisch huwelijk. Dit huwelijk bleef kinderloos.

### Voorouders
| Kwartierstaat van George Frederik van Baden-Durlach | Kwartierstaat van George Frederik van Baden-Durlach                           | Kwartierstaat van George Frederik van Baden-Durlach                           | Kwartierstaat van George Frederik van Baden-Durlach                         | Kwartierstaat van George Frederik van Baden-Durlach                         | Kwartierstaat van George Frederik van Baden-Durlach                                           | Kwartierstaat van George Frederik van Baden-Durlach                                           | Kwartierstaat van George Frederik van Baden-Durlach                         | Kwartierstaat van George Frederik van Baden-Durlach                         |
| --------------------------------------------------- | ----------------------------------------------------------------------------- | ----------------------------------------------------------------------------- | --------------------------------------------------------------------------- | --------------------------------------------------------------------------- | --------------------------------------------------------------------------------------------- | --------------------------------------------------------------------------------------------- | --------------------------------------------------------------------------- | --------------------------------------------------------------------------- |
| Overgrootouders                                     | Christoffel I van Baden (1453-1527) ∞ Ottilia van Katzenelnbogen ((1451-1517) | Christoffel I van Baden (1453-1527) ∞ Ottilia van Katzenelnbogen ((1451-1517) | George van Rosenfeld (-) ∞ ? (-)                                            | George van Rosenfeld (-) ∞ ? (-)                                            | Alexander van Palts-Zweibrücken (1462–1514) ∞ Margaretha van Hohenlohe-Neuenstein (1480-1522) | Alexander van Palts-Zweibrücken (1462–1514) ∞ Margaretha van Hohenlohe-Neuenstein (1480-1522) | Johan VII van Salm-Kyrburg (–) ∞ ? (–)                                      | Johan VII van Salm-Kyrburg (–) ∞ ? (–)                                      |
| Grootouders                                         | Ernst van Baden-Durlach (1482-1553) ∞ Ursula van Rosenfeld (-1538)            | Ernst van Baden-Durlach (1482-1553) ∞ Ursula van Rosenfeld (-1538)            | Ernst van Baden-Durlach (1482-1553) ∞ Ursula van Rosenfeld (-1538)          | Ernst van Baden-Durlach (1482-1553) ∞ Ursula van Rosenfeld (-1538)          | Ruprecht van Palts-Veldenz (1506-1544) ∞ Ursula van Salm-Kyrburg(1515–1601)                   | Ruprecht van Palts-Veldenz (1506-1544) ∞ Ursula van Salm-Kyrburg(1515–1601)                   | Ruprecht van Palts-Veldenz (1506-1544) ∞ Ursula van Salm-Kyrburg(1515–1601) | Ruprecht van Palts-Veldenz (1506-1544) ∞ Ursula van Salm-Kyrburg(1515–1601) |
| Ouders                                              | Karel II van Baden-Durlach (1529-1577) ∞ Anna van Palts-Veldenz (1540-1586)   | Karel II van Baden-Durlach (1529-1577) ∞ Anna van Palts-Veldenz (1540-1586)   | Karel II van Baden-Durlach (1529-1577) ∞ Anna van Palts-Veldenz (1540-1586) | Karel II van Baden-Durlach (1529-1577) ∞ Anna van Palts-Veldenz (1540-1586) | Karel II van Baden-Durlach (1529-1577) ∞ Anna van Palts-Veldenz (1540-1586)                   | Karel II van Baden-Durlach (1529-1577) ∞ Anna van Palts-Veldenz (1540-1586)                   | Karel II van Baden-Durlach (1529-1577) ∞ Anna van Palts-Veldenz (1540-1586) | Karel II van Baden-Durlach (1529-1577) ∞ Anna van Palts-Veldenz (1540-1586) |
| George Frederik van Baden-Durlach (1574-1638)       |                                                                               |                                                                               |                                                                             |                                                                             |                                                                                               |                                                                                               |                                                                             |                                                                             |